# Park Jung-yang
Park Jung-yang (kor. 박중양, hancha 朴重陽; ur. 3 maja 1874, zm. 23 kwietnia 1959) – koreański filozof, polityk, dziennikarz, urzędnik w czasie okupacji japońskiej i działacz społeczny.